# Maud Paquis
Pour les articles homonymes, voir Paquis (homonymie).
 (mars 2025).
Motif : notoriété?
- Archive Wikiwix
- Bing
- Cairn
- DuckDuckGo
- E. Universalis
- Gallica
- Google
- G. Books
- G. News
- G. Scholar
- Persée
- Qwant
- (zh) Baidu
- (ru) Yandex
- (wd) trouver des œuvres sur Wikidata

| 1. | Préciser le motif de la pose du bandeau. | Précisez le motif de la pose du bandeau en utilisant la syntaxe suivante : {{admissibilité à vérifier\|date=juillet 2025\|motif=remplacez ce texte par le motif}}                |
| 2. | Informer les utilisateurs concernés.     | Pensez à avertir le créateur de l'article, par exemple, en insérant le code ci-dessous sur sa page de discussion : {{subst:avertissement admissibilité à vérifier\|Maud Paquis}} |

 (mars 2025).
Il peut être nécessaire de l'améliorer pour respecter le principe de neutralité de point de vue. Veuillez consulter la page de discussion pour plus de détails.

 (mars 2025).
Maud Paquis, née le 4 août 2000, est une pianiste, chanteuse et autrice-compositrice franco-suisse.

## Biographie
Maud Paquis naît le 4 août 2000, à Sarnen en Suisse. Elle grandit entre Lausanne et Renens,.

## Parcours artistique
Maud Paquis commence le piano à l'âge de 7 ans au conservatoire de Lausanne. À 11 ans elle participe à l'émission les p'tits animateurs sur la Radio télévision suisse. À 14 ans, elle joue le rôle de Sandy dans la comédie musicale Grease mis en scène par son école à Renens. En 2018, elle publie L'ascension, une nouvelle initiatique qu'elle écrit dans le cadre de son travail de maturité au gymnase de Beaulieu à Lausanne.
Après avoir obtenu sa maturité, Maud Paquis intègre la classe de Pré-Hem à l'EJMA à Lausanne en piano jazz, dans la classe de Yannick Delez. En 2021, elle participe au Projet Proxima, un programme ayant pour but d'aider les artistes locaux à faire évoluer leur projet musical, et qui se termine par un concert dans la salle Les Docks à Lausanne. Elle publie ses premiers singles Sophia, Asphalte et Peter Pan, puis son premier EP Morphée,.
En septembre 2022, elle intègre la HKB en piano jazz dans la classe de Colin Vallon. Elle forme le Maud Paquis Quartet avec Maurice Ruf à la guitare, Lennart Schandl à la basse électrique et Samuel Goupil à la batterie, auxquels peut s'ajouter le saxophoniste Robert Soltermann.
Avec cette formation, elle se produit au Montreux Jazz Festival, au Cully Jazz Festival, au Festival Jazz Contreband, au festival Balélec, au Festival da Jazz de St.Moritz, ainsi qu'au Sunset Sunside ou encore au Moods à Zurich.
Le 14 février 2025, Maud Paquis publie Circé, un premier album de 11 titres. Certains passent sur la radio FIP ou encore sur France Musique,.

## Distinctions
- 2023 : Mérite culturel d'encouragement de la ville de Renens[10]
- 2024 : Prix du public du ZKB Jazz Preis au Moods, Zürich[11]

## Discographie
- 2022 : Morphée (EP)[12]
- 2025 : Circé (Album)[1]